# Cueva de Saint-Léonard
Cueva de San Leonardo ( en francés: Caverne de Saint-Léonard) es una cavidad natural subterránea situada en Montreal, en la provincia de Quebec al este de Canadá, específicamente en el municipio de San Leonardo (arrondissement de Saint-Léonard).
La cueva se extiende por alrededor de 35 m de longitud y posee 8 m de altura. Su entrada se encuentra en el parque de Pío XII (``parc Pie-XII``). 
En los años 80, se concretó la apertura de la cueva y se le acondicionó con una escalera para facilitar el acceso al sitio con fines educativos.  Una puerta se instaló también para evitar el vandalismo.